# Gyndesops denisi
Gyndesops denisi is een hooiwagen uit de familie Gonyleptidae.